# Plot Twist (canção)
"Plot Twist" é uma canção da cantora e compositora norueguesa Sigrid. Seu lançamento ocorreu em 14 de julho de 2017, através da Island Records. A canção faz parte do extended play (EP) Don't Kill My Vibe e alcançou as paradas musicais da Bélgica. O videoclipe oficial de "Plot Twist" foi lançado em 7 de julho de 2017.

## Lista de faixas
| Download digital - Don't Kill My Vibe (EP) |              |         |  |
| N.º                                        | Título       | Duração |  |
| 1.                                         | "Plot Twist" | 3:25    |  |

| Download digital - Single |                                |         |  |
| N.º                       | Título                         | Duração |  |
| 1.                        | "Plot Twist" (Disciples Remix) |         |  |
| 2.                        | "Plot Twist" (versão acústica) | 3:37    |  |

## Desempenho nas tabelas musicais

### Posições
| Tabela musical (2017)                         | Melhor posição |
| --------------------------------------------- | -------------- |
| Bélgica (Ultratip Bubbling Under de Flandres) | 44             |

## Histórico de lançamento
| Região  | Data                | Formato          | Gravadora                            |
| ------- | ------------------- | ---------------- | ------------------------------------ |
| Noruega | 14 de julho de 2017 | Download digital | Island Records Universal Music Group |